# Bolitoglossa phalarosoma
Bolitoglossa phalarosoma е вид земноводно от семейство Plethodontidae.

## Разпространение
Видът е разпространен в Колумбия и Панама.